# He's So Unusual
"He's So Unusual" es una canción de la década de 1920, grabada por primera vez en la voz de Helen Kane, quien inspiró al personaje de Betty Boop. La canción fue escrita por Al Sherman, Al Lewis y Abner Silver. Publicada el 14 de junio de 1929, "He's So Unusual" fue incluida en la película, Sweetie. 

## Versión de Helen Kane
La canción es una de las tantas que Kane realizó en "estilo Boop"; el cual se puede notar mucho en su letra. Es, junto a "I Wanna Be Loved by You", una de las canciones donde más de puede apreciar esto. De igual modo también existen otras canciones populares como "Button Up Your Overcoat" y "That's My Weakness Now". 

Others would be tickled pink to boop-boop-a-doop-a-doop! 
He don't even know what boop-boop-a-doop's about! 
He says love is hokum, 
Oh, I'd like to choke, choke, choke him! 
He's So Unusual that he drives me boop-boop-a-doop!

## Versión de Cyndi Lauper
"He's So Unusual" fue grabada décadas después por Cyndi Lauper para su álbum She's So Unusual (1983). Se trata de una versión reducida a 45 segundos, por lo que puede considerarse un interludio. Al finalizar, la canción se empalma de inmediato con "Yeah Yeah", canción que da conclusión al álbum. 
También se puede escuchar al principio del vídeo musical de "Girls Just Want to Have Fun" de la misma intérprete.
- Datos: Q3128954